# Benjamin Whiteman
Benjamin Whiteman, né le 17 juin 1996 à Rochdale, est un footballeur anglais qui évolue au poste de milieu de terrain à Preston North End.

## Biographie
Benjamin Whiteman est formé à Sheffield United. C'est à l'issue de la saison 2013-14 qu'il signe son premier contrat professionnel avec son club formateur. Le 18 août 2014, il fait ses débuts pour le club, lors d'un match de la Coupe de la ligue contre Crewe Alexandra.
Le 1er janvier 2017, il est prêté à Mansfield Town pour ce qui reste de la saison.
Le 22 juin 2017, il est prêté à Doncaster Rovers.
Le 11 janvier 2018, il rejoint Doncaster Rovers de manière permanente.
Le 14 janvier 2021, il s'engage pour trois ans et démie avec Preston North End.